# Mérindade de Sangüesa
La mérindade de Sangüesa (Zangozako merindadea en basque ou Merindad de Sangüesa en espagnol) est une mérindade au nord-est de la Navarre. La capitale est Sangüesa.
Elle est entourée par la Basse-Navarre et la Soule au nord, la Mérindade de Pampelune à l'ouest, la province de Huesca à l'est, la mérindade de Tudela au sud et la mérindade d'Olite au sud-ouest.
La mérindade de Sangüesa est la plus grande des cinq mérindades de Navarre. Elle a 2 070,8 km2 et comptait 79 757 habitants en 2010 (38,52 habitants/km2). La mérindade de Sangüesa est composée de 65 communes. Le fleuve Aragon et ses affluents, l'Arga, l'Elortz, l'Ezka, le Salazar, l'Urrobi, l'Irati et l'Erro irriguent les terres de la mérindade. 
Les principaux massifs de la mérindade sont les massifs d'Abodi, Alaitz, les monts navarrais, Leire, Orotz-Betelu, les monts Kinto et les Pyrénées. 
Les principales activités économiques des vallées pyrénéennes sont l'agriculture (pommes de terre, plantes fourragères), l'élevage (ovins, bovins) et la foresterie. Au sud, les champs de blé et d'orge et les vignobles prédominent, les villages sont grands et peu peuplés, et ils sont éloignés les uns des autres. L'industrie est petite, concentrée dans les principales villes (Sangüesa, Agoitz, Lumbier).

## Régions
- Auñamendi
- Comarque d'Aoiz ou Agoitzaldea
- Roncal-Salazar
- Comarque de Lumbier
- Comarque de Sangüesa

## Municipalités
Abaurregaina, Abaurrepea, Aibar, Aoiz, Aranguren, Arce-Artzi, Aria, Aribe, Auritz, Burgui, Burlada, Cáseda, Castillo-Nuevo, Erro, Eslava, Esparza de Salazar, Esteribar, Ezcároz, Ezprogui, Gallipienzo, Gallués, Garaioa, Garde, Garralda, Güesa, Hiriberri-Villanueva de Aezkoa, Huarte-Uharte, Ibargoiti, Isaba, Izagaondoa, Izalzu, Jaurrieta, Javier , Leache, Lerga, Liédena, Lizoain-Arriasgoiti, Lónguida, Lumbier, Luzaide, Monreal, Navascués, Noáin, Ochagavía, Orbaizeta, Orbara, Orontze, Orotz-Betelu, Petilla de Aragón, Romanzado, Roncal-Erronkari, Roncevaux, Sada, Sangüesa, Sarriés, Tiebas-Muruarte de Reta, Unciti, Urraúl Alto, Urraúl Bajo, Urroz-Villa, Urzainqui, Uztárroz, Vallée d'Egüés, Vidángoz et Yesa.